# Vibrato
Das Vibrato (auch Bebung), abgekürzt vibr. (grafisch auch als  angezeigt), ist in der Musik die periodisch wiederkehrende, geringfügige Veränderung der Frequenz eines gehaltenen Tons. Im Gegensatz zu einem nicht vibrierenden Ton wird ein Ton mit angemessenem Vibrato (von italienisch vibrare, „schwingen, vibrieren“) als lebendig und expressiv wahrgenommen. Daher findet das Vibrato unter anderem in der klassischen Musik breite Verwendung, vor allem bei allen Streichinstrumenten (Violine, Viola, Cello, Kontrabass), ebenso bei Holzbläsern, aber weniger bis gar nicht bei Blechbläsern – mit Ausnahme der Trompete –, auch wenn Tuba, Posaune etc. theoretisch ein Vibrato erzeugen können. Für diese Instrumente wird das Vibrato meist nur als „Spezialeffekt“ eingesetzt. Man kann bei der Ausführung ein starkes von einem schwachen und ein schnelles von einem langsamen Vibrato unterscheiden.
Ebenso typisiert ist starkes Vibrato der menschlichen Stimme für Operngesang seit der Romantik (auch um sich von einem starken Orchester abzuheben). In Popmusik und im Musical wird es eher vermieden.
In der Stimme kann das Vibrato unwillkürlich entstehen, ohne gelernt oder gelehrt zu werden. Oft wird es jedoch bewusst als Stilmittel eingesetzt. Ähnlich verhält es sich beim menschlichen Pfeifen. Auf Saiten- und einigen Blasinstrumenten wird es durch bestimmte Spieltechniken erzeugt. Es wird angenommen, dass das instrumentale Vibrato eine Imitation des Sängervibratos ist.

## Differenzierte Abgrenzung und physikalische Grundlagen
In der musikalischen Praxis werden meistens verschiedene Formen der periodischen Tonveränderung kombiniert (Vibrato, Tremolo, Bebung, Schwebung und Veränderung der Klangfarbe). Die Abgrenzung des Vibratos von diesen einander verwandten Phänomenen ist daher schwierig und wird nicht einheitlich vorgenommen. Häufig wird daher der Begriff Vibrato, von der strengen Definition abweichend, für eine Kombination dieser Phänomene verwendet.
- Beispiel für ein echtes Vibrato (Modulation der Frequenz), Periodenfrequenz 6 Hz

- Beispiel für ein Tremolo durch Modulation der Amplitude, Periodenfrequenz 6 Hz

- Beispiel für eine Schwebung bei zwei gleichzeitigen Tönen (500 Hz und 506 Hz)

Die Hörbeispiele zeigen, dass Vibrato, Tremolo und Schwebung sehr ähnlich wahrgenommen werden.

## Gesangsvibrato
Das Vibrato der Singstimme besteht aus der periodischen Veränderung von Frequenz, Amplitude und Formantenspektrum. Bei unausgebildeten Stimmen fehlt es häufig. Wird die Stimme aber im Sinn der „klassischen“ Gesangstradition ausgebildet, stellt es sich meist während der Gesangsausbildung ein, ohne gesondert gelehrt oder geübt zu werden.
Im Liedgesang der Klassik war das Vibrato ein Ornament, ein musikalisches Gestaltungsmittel, das bewusst und sparsam eingesetzt wurde. Heutigentags herrscht das Dauervibrato vor, da es größeres Volumen und Lautstärke suggeriert und sich die Stimme in zunehmend größeren Räumen und gegen zunehmend größere Orchesterbesetzungen durchsetzen muss.
Zu starke Frequenzschwankungen oder eine zu schnelle oder zu langsame Periodenfrequenz werden häufig als unästhetisch empfunden. Beim Gesang wird oft auch der Begriff Wobble abwertend für zu starkes und zu langsames, der Begriff Caprino oder Tremolo für zu schnelles, meckerndes Vibrato benutzt.
Die Entstehung des Vibratos beim Gesang ist noch immer nicht geklärt. Einerseits wird es als physiologischer Tremor antagonistisch wirkender Kehlkopfmuskeln (Kehlkopfvibrato) aufgefasst. Andererseits wird angenommen, dass die Luftsäule durch einen Tremor des Zwerchfells periodisch komprimiert wird (Zwerchfellvibrato).
Fischer (1993) nimmt an, dass Kehlkopfvibrato und Zwerchfellvibrato parallele Funktionen sind. Das Zwerchfellvibrato habe eine niedrige Frequenz (unter 4 Hz), das Kehlkopfvibrato eine hohe Frequenz (8 Hz). Durch die Koppelung beider Systeme entstehe ein sogenanntes „komplexes Vibrato“, das sich bei einer Frequenz zwischen 4,5 und 8 Hz einschwingt, was in unserer (heutigen westlichen) Musikkultur als angenehm empfunden würde. Der Affekt des Sängers bewirke dann die Verlangsamung oder Beschleunigung des Vibratos durch Dominanz der Kehlkopf- oder der Zwerchfellfunktion.
Ein Dauervibrato, wie bei vielen Opernsängern besonders am Ende ihrer Laufbahn zu hören, ist Zeichen für einen Defekt der Stimme, der durch ständige Überforderung beim „Überschreien“ des großen Orchesterapparates entsteht. Nicht anders als bei der Orgel der Tremulant oder eine Schwebung dient das Vibrato dazu, die Stimme von der Begleitung abzusetzen, was allerdings durch das Dauervibrato der Orchesterinstrumente konterkariert wird.
Das Gesangsvibrato ist Standard in der E-Musik, jedoch singen auch viele Künstler aus dem Bereich der U-Musik mit Vibrato.

## Vibrato bei Musikinstrumenten
Bei Saiteninstrumenten wie Lauteninstrumenten entsteht das Vibrato durch Hin- und Herbewegen (auch Auf- und Abbewegen) des Fingers auf einer Saite. Die schwankende Position des Fingers auf der Saite kann mechanisch auf verschiedene Weise erzielt werden – oft geht die schwingende Bewegung schon vom Unterarm oder zumindest von der ganzen Hand aus. Deshalb unterscheidet man bei Streichinstrumenten Armvibrato, Handvibrato und Fingervibrato. Meistens treten diese Typen des Vibratos als Kombination auf, eine scharfe Abgrenzung ist nicht möglich. Ein relativ isoliertes Fingervibrato kommt etwa bei der Violine in sehr hohen Lagen vor, wenn die Hand kaum noch Spielraum für Bewegungen hat. Beim Vibrato werden periodische Schwankungen der Tonhöhe erzeugt: Der Ton ist nicht ganz „geradlinig“ oder klar. Wünscht der Komponist besonders ausdrucksstarke Melodielinien (und somit auch besonders starkes Vibrato), sind diese auch häufig mit Ausdrücken wie espressivo oder appassionato (letzteres für nochmals gesteigertes Vibrato) versehen. Möchte der Komponist keinerlei Vibrato, muss dies durch die Anweisung non-vibrato (abgekürzt non-vib.) angegeben werden.
Italienische Lautenisten wie Pietro Paolo Melii verwendeten als Zeichen für das Vibrato bzw. die „Bebung“ den Buchstaben „t“ oder „T“. Auch andere Saiteninstrumente, wie akustische und elektronische Gitarre, verwenden ebenfalls sehr häufig Vibrato. Ein stärkerer Effekt kann bei der E-Gitarre (gegenüber der akustischen Gitarre) durch das eigens dafür vorgesehene Tremolo-System oder das Ziehen der Saite erzeugt werden.
Seit den 1970er Jahren treten vermehrt Dirigenten in Erscheinung, die für Musik des Barock, der Wiener Klassik und teilweise auch der Romantik eine Rückbesinnung auf vermeintlich historische Spielpraktiken ohne Vibrato forcieren. Die Behauptung, der großflächige Einsatz des Vibratos hätte sich erst in Orchestern des 20. Jahrhunderts etabliert, ist jedoch umstritten. So sagte beispielsweise Bruno Walter in einem Interview 1960, der Klang der Wiener Philharmoniker aus dem Jahre 1897 würde sich – auch im Hinblick auf die Art des Vibrato – nicht vom heutigen Klang unterscheiden. Die Bestrebungen der historischen Aufführungspraxis führten dennoch dazu, dass das Vibrato in der Mainstream-Instrumentalpraxis heute zumeist niedriger dosiert und gezielter eingesetzt wird.
Neben den Saiteninstrumenten machen auch Holzblasinstrumente wie Flöte, Oboe, Klarinette oder Fagott gerne von Vibrato Gebrauch, ähnlich den Streichern im Besonderen bei expressiven Melodien oder Soli, um diese ausdrucksstärker erscheinen zu lassen.
Aus der Gruppe der Blechbläser machen besonders die Trompeten mit Abstand den meisten Gebrauch der Vibratotechnik. Diese benutzen es ebenfalls häufig bei Melodielinien – besonders bei Soli, manchmal aber auch unisono oder sogar in multiinstrumentaler Akkordik (häufig in Golden-Age Filmmusiken, wie die Musicalfilme der MGM Studios aus der Nachkriegszeit, in späteren Filmscores aber meist eher selten). Besonders bei Hörnern und Tuba ist extensives Vibrato hingegen selten, schwingt in sehr leichter Form aber häufig dennoch subtil mit. Bei Posaunen ist das Vibrato in übertriebener Form allerdings häufig in der Cartoonmusik anzutreffen, wo hiermit gerne ein komikhafter Eindruck erzeugt wird. Häufig zusätzlich aufgesetzte Dämpfer, wie Plunger- oder Harmon-Mute, verstärken den gewollt-exzentrischen Klangeindruck nochmals. Bei der Posaune wird das Vibrato nicht mit den Lippen, sondern mit Hilfe des Zugs erzeugt.
Bei der Orgel gibt es die sogenannten Schwebungsregister. In diesem Fall klingen bei jedem Ton zwei Stimmen, die sich in der Tonhöhe geringfügig unterscheiden; das Vibrato wird also durch Schwebung hervorgerufen. Ein Beispiel ist die Prinzipalschwebung, bei italienischen Orgeln des 16. bis 18. Jahrhunderts u. a. auch als Voce umana („Menschenstimme“) bezeichnet. Bei Orgeln verschiedener Baustile findet sich der Tremulant, der den Wind in leichte Druckschwankungen versetzt und so für ein Tremulieren des Pfeifenklanges sorgt. Manchmal ist die Schwankungsfrequenz dieses Tremulanten einstellbar.
Bei Harmoniums wird ein ähnlicher Effekt als Vox humana bezeichnet und wird dort durch ein rotierendes Flügelrad im Instrument erzeugt, das zumindest in Hofberg-Harmoniums eingesetzt wird.
Das Schwebungssystem wurde im 19. Jahrhundert auf Harmonika-Instrumente übertragen, bei denen pro angespieltem Ton zwei Durchschlagzungen mit geringfügigem Frequenzunterschied zum Klingen gebracht werden (siehe Tremoloharmonika).
Beim Spiel historischer Flöten (Blockflöte und Traversflöte) gibt es verschiedene Methoden:
1. Zwerchfellvibrato
2. Kehlvibrato („Meckern“)
3. Schlagen mit dem Finger an den Rand eines bestimmten Loches, das nicht gedeckt werden darf (vgl. Flattement).

Instrumente, deren Tongebung im Wesentlichen auf dem Ausklingen eines einmal erzeugten kurzen Klanges beruht, wie Schlaginstrumente, Harfe etc., verfügen über kein Vibrato oder benötigen zusätzliche Hilfsmittel wie den Motor beim Vibraphon. Ein Sonderfall ist in dieser Hinsicht das Klavier, bei dem die Töne „mehrchörig“ (also mit zwei oder drei Saiten; nur die tiefsten Basstöne sind einsaitig) ausgelegt sind, was den Klang nicht nur verstärkt, sondern durch minimale Stimmungsdifferenzen auch mit Schwebungen belebt.

## Vibrato bei elektronischen Musikinstrumenten
Bei Effektgeräten oder elektronischen Musikinstrumenten werden die Begriffe Vibrato und Tremolo für unterschiedliche Effekte verwendet:
- Vibrato bezeichnet die periodische Schwankung der Tonhöhe (Frequenzmodulation).
- Tremolo bezeichnet die periodische Schwankung der Lautstärke (Amplitudenmodulation).

Die Wirkung des Effekts hängt hierbei von der Stärke und Frequenz der Schwankungen ab sowie vom Charakter der Schwankung (Kurvenform des Modulationssignals):
- Langsame, sinusförmige Schwankungen mit geringer Frequenz klingen eher weich.
- Schnelle, rechteckförmige Schwankungen mit hoher Frequenz klingen eher hart.